# Alena Mikulitsch
Alena Uladsimirauna Mikulitsch (belarussisch Елена Владимировна Микулич; * 21. Februar 1977 in Minsk) ist eine ehemalige belarussische Ruderin.

## Biografie
Alena Mikulitsch war Teil der belarussischen Crew, die bei den Olympischen Sommerspielen 1996 in Atlanta Bronze in der Regatta mit dem Achter gewann. Zur Besatzung gehörten neben Mikulitsch auch: Aljaksandra Pankina, Natallja Laurynenka, Natallja Woltschak, Tamara Dawydsenka, Waljanzina Skrabatun, Natallja Stassjuk, Marina Snak sowie Steuerfrau Jaraslawa Paulowitsch.
Darüber hinaus wurde sie mit dem Vierer ohne Steuerfrau 1999 Weltmeisterin.